# カンバーランド長老教会
カンバーランド長老教会（かんばーらんどちょうろうきょうかい、英語:The Cumberland Presbyterian Church）は、1810年にアメリカで設立されたプロテスタント・長老派のキリスト教会（教派）。

## 沿革
一般に、キリスト教はローマ・カトリック、正教会、プロテスタントの三つの大きな流れがあるが、カンバーランド長老教会は、このうちのプロテスタント・改革派教会、長老派教会の流れの一つである。1810年2月4日、アメリカに起こった第二次大覚醒リバイバルの影響のなかで、アメリカ合衆国長老教会から分離して誕生した。
「カンバーランド」というのは地名で、テネシー州とケンタッキー州にまたがる地域にカンバーランド川が流れているために、彼らは自分たちの教会をこの地名で呼んでいる。現在、テネシー州にあるモントゴメリ・ベル州立公園内（en:Montgomery Bell State Park）に、カンバーランド長老教会の誕生地が保存されている。

## 教会制度
教会名に含まれる「長老」というのは、教会の運営の形（長老制教会制度）を指している。カンバーランド長老教会は、教会員によって選出された長老たち（教会役員を長老と言う）の会議によって運営される代議・民主制（会議制）をとっている。すなわち、各個教会の長老会議を小会、複数の教会から代議員が派遣されて開催される長老会議を中会、さらに広範囲になる長老会議を大会、カンバーランド長老教会全体の長老会議を総会（ジェネラル・アッセンブリー／GA）と言う。これらの会議は、単に地域の広がりだけでなく、上位会議の意味を合わせ持っている。なお、一般に長老教会においては各個教会の自主性が尊重されつつも、中会が活動の中心的機能をになっているゆえに「中会主義（プレスビテリアニズム＝長老制、長老主義）」と言う場合がある。

## 世界教勢
現在、カンバーランド長老教会に属する教会は全部で800余ある。北米以外に、南米コロンビアに30、ブラジルに1、香港に9、韓国に1、そして日本には13教会(日本中会)がある。フィリピン、カンボジアにもある。国単位に形成される改革長老教会の中で、国を越えてひとつの教会が形成される独自性がある。2008年6月には、総会（GA）が史上初めてアメリカ合衆国を離れて、日本で開催された。

## 日本での活動
日本におけるカンバーランド長老教会の働きは明治時代から始められ、主として大阪、和歌山を中心に展開され、多くの教会を産み出した。1884年（明治17年）には、ウヰルミナ女学校、現在の「大阪女学院」（大阪市中央区玉造）や大阪府南部の「清教学園」（河内長野市）を設立した。
そうした教会が現在も日本各地にあるだけでなく、現在も高座教会（神奈川県大和市）のように日曜礼拝が何回かに分かれている大きな教会の活動も続いている。

## 日本へ派遣された主な宣教師
- J・B・ヘール(1877)
- A・D・ヘール(1878)
- R・ウェルシュ(1880)
- A・M・ドレナン(1880)
- A・M・オーア(1881)
- J・リービット(1881)